# Reinhold Bachler
Reinhold Bachler (ur. 26 grudnia 1944 w Eisenerz) – austriacki skoczek narciarski i trener, srebrny medalista olimpijski (1968), zdobywca Pucharu KOP oraz trzeci zawodnik klasyfikacji generalnej 24. Turnieju Czterech Skoczni

## Przebieg kariery
Pierwszy występ na międzynarodowej arenie zaliczył 30 grudnia 1965 podczas konkursu FIS w Oberstdorfie, jednak zajął dopiero 76. miejsce (na 84. startujących). 1 stycznia 1967 w Garmisch-Partenkirchen zajął drugie miejsce, przegrywając tylko z Bjørnem Wirkolą. Rok później na tej samej skoczni był trzeci, tuż za Wirkolą i Dieterem Neuendorfem.
W 1968 podczas igrzysk olimpijskich w Grenoble zdobył srebrny medal na skoczni K-70, wyprzedził go tylko Jiří Raška. Na skoczni dużej był szósty, tracąc do zwycięzcy Władimira Biełousowa ponad 20 punktów. Cztery lata później, na igrzyskach olimpijskich w Sapporo zajmował miejsca w trzeciej dziesiątce. Podczas 24. edycji Turnieju Czterech Skoczni w sezonie 1975/1976 zajął trzecie miejsce. W 1976 na igrzyskach w Innsbrucku był szósty na skoczni dużej i piąty na skoczni normalnej. W sezonie 1976/1977 zdobył Puchar KOP za swoje wyniki w lotach narciarskich. W 1967 na skoczni w Vikersund skoczył 154 metry, co było najlepszym wynikiem na świecie aż do 1968.
W 1970, podczas mistrzostw świata w Wysokich Tatrach zajął 9. miejsce na dużej skoczni co było jego najlepszym wynikiem na mistrzostwach świata. W lotach jego największym osiągnięciem było 11. miejsce na mistrzostwach świata w lotach w Oberstdorfie w 1973.

## Igrzyska olimpijskie
| Miejsce | Dzień     | Rok  | Miejscowość | Konkurs                         | Wynik     | Strata   | Zwycięzca             |
| ------- | --------- | ---- | ----------- | ------------------------------- | --------- | -------- | --------------------- |
| 2.      | 11 lutego | 1968 | Grenoble    | Skocznia normalna indywidualnie | 214,2 pkt | 2,3 pkt  | Jiří Raška            |
| 6.      | 18 lutego | 1968 | Grenoble    | Skocznia duża indywidualnie     | 210,7 pkt | 20,6 pkt | Władimir Biełousow    |
| 29.     | 6 lutego  | 1972 | Sapporo     | Skocznia normalna indywidualnie | 201,6 pkt | 42,6 pkt | Yukio Kasaya          |
| 24.     | 11 lutego | 1972 | Sapporo     | Skocznia duża indywidualnie     | 179,2 pkt | 40,7 pkt | Wojciech Fortuna      |
| 6.      | 7 lutego  | 1976 | Innsbruck   | Skocznia normalna indywidualnie | 237,2 pkt | 14,8 pkt | Hans-Georg Aschenbach |
| 5.      | 15 lutego | 1976 | Innsbruck   | Skocznia duża indywidualnie     | 217,4 pkt | 17,4 pkt | Karl Schnabl          |

## Mistrzostwa świata
| Miejsce | Dzień     | Rok  | Miejscowość   | Konkurs                         | Wynik     | Strata    | Zwycięzca             |
| ------- | --------- | ---- | ------------- | ------------------------------- | --------- | --------- | --------------------- |
| 19.     | 19 lutego | 1966 | Oslo          | Skocznia normalna indywidualnie | 234,6 pkt | 31,2 pkt  | Bjørn Wirkola         |
| 12.     | 27 lutego | 1966 | Oslo          | Skocznia duża indywidualnie     | 215,3 pkt | 25,9 pkt  | Bjørn Wirkola         |
| 37.     | 14 lutego | 1970 | Wysokie Tatry | Skocznia normalna indywidualnie | 240,6 pkt | 31,6 pkt  | Garij Napałkow        |
| 9.      | 21 lutego | 1970 | Wysokie Tatry | Skocznia duża indywidualnie     | 205,4 pkt | 20,6 pkt  | Garij Napałkow        |
| 24.     | 16 lutego | 1974 | Falun         | Skocznia normalna indywidualnie | 258,9 pkt | 38,9 pkt  | Hans-Georg Aschenbach |
| 59.     | 23 lutego | 1974 | Falun         | Skocznia duża indywidualnie     | 240,4 pkt | 184,3 pkt | Hans-Georg Aschenbach |

## Mistrzostwa świata w lotach
| Miejsce | Dzień     | Rok  | Miejscowość | Konkurs            | Wynik     | Strata    | Zwycięzca             |
| ------- | --------- | ---- | ----------- | ------------------ | --------- | --------- | --------------------- |
| 41.     | 19 lutego | 1972 | Planica     | Loty indywidualnie | 263,0 pkt | 164,5 pkt | Walter Steiner        |
| 11.     | 10 marca  | 1973 | Oberstdorf  | Loty indywidualnie | 363,0 pkt | 55,5 pkt  | Hans-Georg Aschenbach |
| 40.     | 14 marca  | 1975 | Tauplitz    | Loty indywidualnie | 137,0 pkt | 375,5 pkt | Karel Kodejška        |
| 20.     | 18 lutego | 1977 | Vikersund   | Loty indywidualnie | 434,0 pkt | 130,5 pkt | Walter Steiner        |